# Hebrotasa madagascarariensis
Hebrotasa madagascarariensis är en insektsart som beskrevs av Alexander Fyodorovich Emeljanov 2005. Hebrotasa madagascarariensis ingår i släktet Hebrotasa och familjen Tropiduchidae. Inga underarter finns listade i Catalogue of Life.